# Saint-Mars-du-Désert (Loire-Atlantique)
Saint-Mars-du-Désert (bretonisch: Sant-Marzh-an-Deserzh) ist eine französische Gemeinde mit 5435 Einwohnern (Stand: 1. Januar 2022) im Département Loire-Atlantique in der Region Pays de la Loire. Saint-Mars-du-Désert gehört zum Arrondissement Châteaubriant-Ancenis und zum Kanton Nort-sur-Erdre. Die Einwohner werden Marsien(ne)s genannt.

## Geografie
Saint-Mars-du-Désert liegt etwa zwanzig Kilometer nordöstlich von Nantes nahe dem Feuchtgebiet Marais de Saint-Mars, das sich am linken Ufer des Flusses Erdre erstreckt. Umgeben wird Saint-Mars-du-Désert von den Nachbargemeinden Petit-Mars im Norden und Nordwesten, Ligné im Norden und Nordosten, Le Cellier im Osten und Südosten, Mauves-sur-Loire im Süden, Carquefou im Süden und Südwesten sowie Sucé-sur-Erdre im Westen.
Durch die Gemeinde führt die frühere Route nationale 178.

## Bevölkerungsentwicklung
| Jahr      | 1962 | 1968 | 1975 | 1982 | 1990 | 1999 | 2006 | 2017 |
| Einwohner | 1645 | 1716 | 2033 | 2831 | 3127 | 3407 | 3985 | 4899 |

## Sehenswürdigkeiten

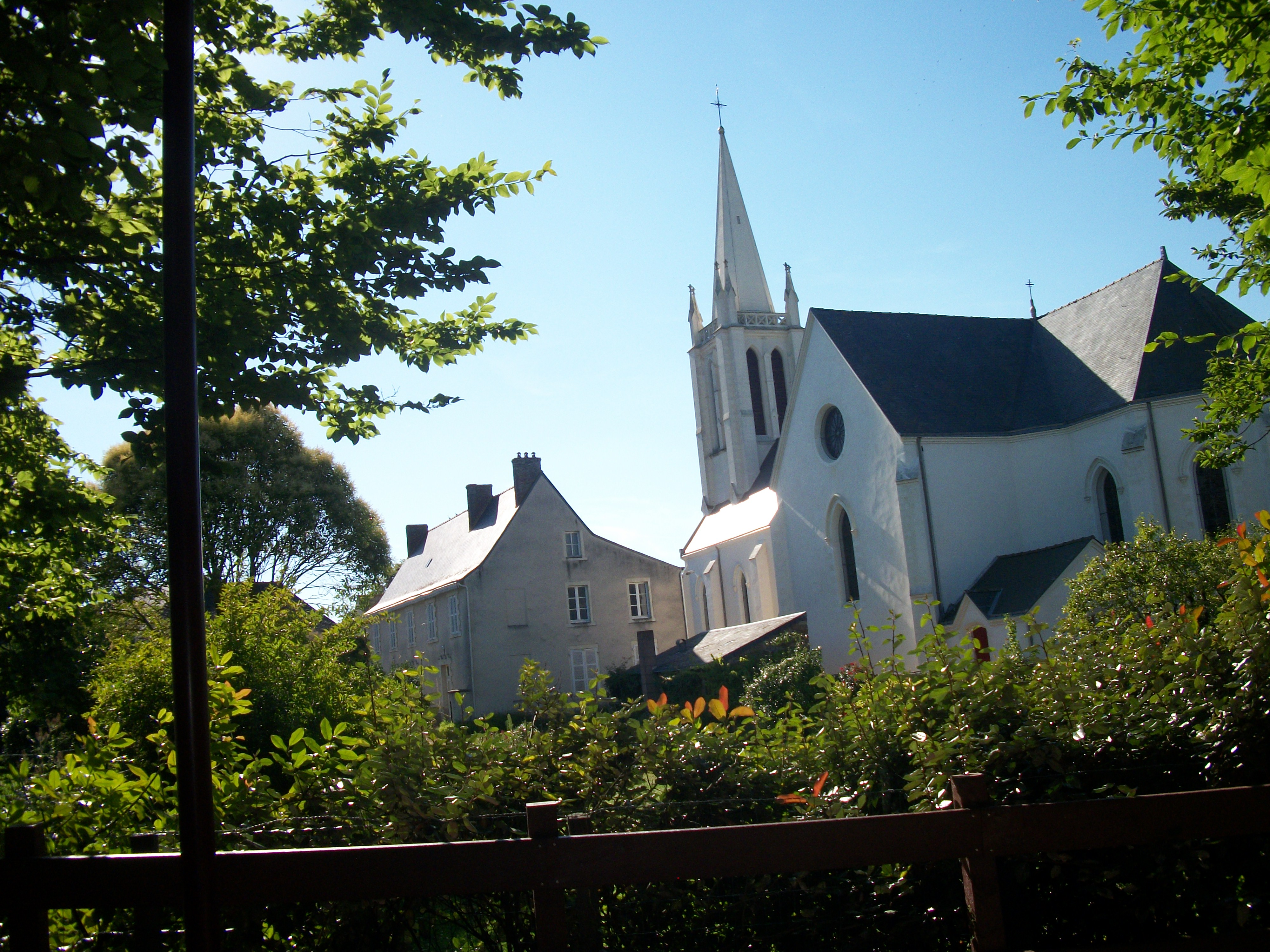
Kirche Saint-Médard mit Pfarrhaus (Presbyterium)

- Kirche Saint-Médard, erbaut 1849 bis 1870
- Predigerhaus, erbaut 1450, umgebaut 1739 und im 19. Jahrhundert
- Kapelle Saint-Jean-Baptiste, im 17. Jahrhundert erbaut, 1879 umgebaut
- Calvaire
- Schloss Perray aus dem 19. Jahrhundert
- Schloss La Rimbertière aus dem 19. Jahrhundert
- Schloss Yonnières aus dem 18. Jahrhundert mit Park und Kapelle aus dem 19. Jahrhundert
- Herrenhaus Valinière aus dem 17. Jahrhundert
- Große und kleine Mühle sowie die Ceriseraie-Mühle